# Magó el Samnita
Magó el Samnita fou un oficial d'Hanníbal a Itàlia que va tenir el comandament al Brútium per un cert temps.
Es creu que era un amic de joventut d'Hanníbal. El 212 aC apareix cooperant amb Hannó (fill de Bomilcar), en el setge i captura de Turis. Hannó va morir a l'emboscada que el lucà Flavi va preparar en combinació amb el general Tiberi Grac, i Magó va enviar el seu cos a Hanníbal.
El 208 aC defensà la ciutat de Locres contra el pretor romà Luci Cinci Aliment que l'assetjava per terra i mar i fou salvat per l'oportuna arribada del mateix Hanníbal que va obligar els romans a retirar-se. Hi ha una referència que afirma que el setge fou abandonat per una estratagema de Magó. Ja no torna a ser esmentat.